# Harold Lloyd
Harold Clayton Lloyd (Burchard, Nebraska, 20 de abril de 1893-Beverly Hills, 8 de marzo de 1971) fue un actor cinematográfico estadounidense, considerado uno de los más grandes cómicos de la historia del séptimo arte.
Lloyd actuó en 208 películas entre 1913 y 1947. Durante la década de los veinte fue el actor más popular y mejor pagado del universo cinematográfico. Es conocido sobre todo por las secuencias de persecución que incluían proezas físicas como trepar por los muros de altos edificios. Junto a Buster Keaton y Charlie Chaplin forma el «triunvirato» de grandes cómicos del cine mudo y, como ellos, continuó su carrera en el período sonoro.

## Juventud y comienzos en el cine
Con ascendencia galesa por parte de padre, Harold Clayton nació en la localidad de Burchard, condado de Pawnee en Nebraska en una humilde casita que actualmente está restaurada y convertida en museo. Sus padres fueron James Darsie Clayton y Elizabeth Lloyd, de los cuales era el segundo hijo tras su hermano Gaylord nacido en 1888. Su padre, apodado Foxy («Astuto»), era un hombre inquieto, aventurero, de fácil verborrea y algo bohemio incapaz de permanecer mucho tiempo en un mismo empleo. La madre era dominante, de principios inalterables y con cierta afición por la interpretación; el matrimonio se divorció en 1910. Durante un tiempo Harold y Gaylord vivieron alternando períodos con uno u otro progenitor hasta quedar definitivamente al cuidado del padre. La infancia de Harold transcurrió de ciudad en ciudad (Humbolt, Beatrice, Omaha, Denver,...) debido, en buena parte, a ese espíritu «nómada» del padre. Si la infancia de Charles Chaplin fue «dickensiana», la de Lloyd puede calificarse al estilo de Tom Sawyer. Desde pequeño, Lloyd se mostró como una persona despierta, rápida de ingenio, inquieta y heredera de la pasión maternal por el teatro. Su padre lo apodó Speedy («Rápido»).

A los doce años trabajaba como acomodador en el teatro Orpheum de Omaha donde conoce y entabla amistad con John Lane Connor, un famoso actor de la época que le ofrece debutar en el escenario realizando un pequeño papel (Abe, un niño cojo) en la obra Tess of the D´Urbervilles. Por aquel entonces su padre trabajaba para la compañía de máquinas de coser Singer, en la cual sufrió un accidente laboral por lo que fue indemnizado con la suma de 3000 dólares, cantidad más que suficiente para que los Lloyd pudieran vivir holgadamente durante una larga temporada. A la hora de elegir donde establecerse, la decisión fue tomada lanzando una moneda al aire la cual determinó que irían a San Diego. La Escuela de Teatro de esa ciudad estaba dirigida precisamente por Lane Connor, por lo que Harold pasa algún tiempo allí a la vez como estudiante y monitor, sin embargo con ese carácter aventurero heredado de su padre, Lloyd no pasaría mucho tiempo en las aulas. En ese entonces la Compañía Edison pasa por San Diego rodando un western; Connor recomendó a Lloyd para un pequeño papel como extra, se trataba de estar disfrazado de indígena piel roja y medio desnudo. Después de su brevísima formación académica emprende varias giras teatrales por pueblos de la América profunda haciendo pequeños papeles en obras como Trilby y Oliver Twist; estos meses se convertirían en una magnífica escuela. Entre los actores de la compañía teatral en la cual participaba, estaba Charlie Ruggles (posterior secundario en el cine) que constata el don innato de Lloyd para la comedia. 

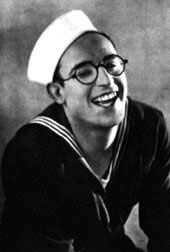
Fotograma extraído de Marinero de agua dulce, el primer largometraje de Harold Lloyd (1921).

 La gira teatral los llevó a Balboa, donde la Edison Film Company tenía unos de sus estudios. Harold aprovecha y trabaja como extra en varias cintas. Después de esto abandona para siempre el teatro para dedicarse de lleno a la actuación cinematográfica.
En 1913 consigue entrar en los enormes estudios Universal Pictures disfrazado de figurante. Su actitud positiva, carisma y gran sentido del humor, le permiten entablar amistad con J. Farrel McDonald. McDonald era el director de His Heart, His Hand, His Sword (Su corazón, su mano, su espada), típico serial de la época que tenían mucho éxito entre el público. Lloyd participó en este y otros trabajos de McDonald. En uno de aquellos rodajes se producirá uno de los encuentros más exitosos de la historia del cine: En 1914 Harold Lloyd conoce y entabla amistad con Hal Roach, y ambos, aunque no siempre en perfecta sintonía, trabajarían juntos durante una década.

## Roach y Lloyd
Hal Roach, al igual que Harold, llegó a Hollywood cargado de ilusiones y ligero de bolsillos. Durante un tiempo los dos amigos trabajaron de extras hasta que en 1914 Roach recibió una pequeña herencia que le permitiría pasar a ser productor de sus propias películas con Lloyd como protagonista. No tuvieron mucho éxito comercial aunque sí el suficiente para ir tirando y continuar en el negocio. Esas primeras obras mostraron la capacidad interpretativa de Harold a Mack Sennett, el rey de la comedia en aquellos años diez. Sennett le ofreció un contrato a Lloyd para que realizara imitaciones de Chaplin, que era el modelo cómico a emular. Lloyd no estuvo a gusto con Sennett y volvió a los pocos meses con Roach. Después de varios intentos, crearon el personaje Willie Work, que tenía marcadas similitudes con Charlot. Tuvieron un rápido éxito comercial. A continuación llegaría Lonesome Luke también en la misma línea «chaplinesca». En el curso de tres años habían conseguido crearse una buena reputación en Hollywood. Snub Pollard y Bebe Daniels son los acompañantes habituales de Lloyd en la pantalla en aquella época.
Aunque con este esquema al tándem Lloyd-Roach les iba bien, Harold quería innovar con nuevos personajes, mientras que su socio no quería perder la fórmula que le generaba muy buenos ingresos. En el verano de 1917 Harold crea un nuevo personaje: «El hombre de las gafas» que rompe el estilo cómico imperante. Lloyd aparecía en pantalla con un aspecto completamente normal, similar al hombre medio estadounidense; llevaba gafas de carey (muy de moda en aquel tiempo), sombrero de paja y aspecto juvenil. La clave del éxito no radicaba en el aspecto sino en las virtudes del personaje y su capacidad para superar, desde la sencillez, todos los obstáculos que se interponen en su camino. Este personaje es optimista, valiente, perseverante, atlético y dinámico; sus historias se desarrollaban en la ciudad ya que el ritmo frenético de la urbe moderna es el que mejor se ajusta a su personalidad. Su éxito radicaba en ser el espejo del estilo de vida opulenta de los Estados Unidos de los años veinte. Si Charlot era un personaje marginal inadaptado al mundo burgués, El chico de las gafas se encuentra perfectamente encajado en el sistema capitalista, luchando por el ascenso social usando siempre todas las armas que encuentra a su alrededor aunque siempre «jugando limpio». Si con Chaplin la crítica es frontal y abierta, Lloyd será más condescendiente aunque en su obra sí se encuentran formas más sutiles de crítica.
El hombre de las gafas se dio a conocer en el corto Over the Fence (Sobre la valla) el 9 de septiembre de 1917. Bebe Daniels era la acompañante de Lloyd tanto dentro como fuera de la pantalla. Ambos eran la pareja más popular en las fiestas de Hollywood. Eran apodados «El Chico y La Chica», participaban y ganaban frecuentemente concursos de baile. La pareja rompió su relación tanto profesional como personalmente en 1919 aunque continuaron siendo buenos amigos toda la vida. Como nueva pareja en la pantalla, el Chico de las Gafitas quería a una chica de estilo y apariencia muy diferentes a la Daniels. La encontró en Mildred Davis, una rubia de la cual el propio Harold decía que «parecía una gran muñequita francesa». Lloyd y Davis acabaron por ser pareja en la vida real cuando contraen nupcias en 1923. A partir de entonces ella se retira de la actuación.
Lloyd comenzaba a ser visto como una alternativa seria al «reinado» de Chaplin. Uno tras otro, sus cortos se convertían en éxito. Llegó entonces un momento trágico. El 24 de agosto de 1919 Lloyd posaba para los carteles promocionales de la película Haunted Spooks; en ellos debía aparecer encendiendo un puro con la mecha de una bomba que, evidentemente, se suponía era de broma. El fotógrafo detuvo unos momentos la sesión para ajustar la cámara, cosa que aprovechó Lloyd para acomodar sus ya famosas gafas de carey; alejó la bomba de su rostro justo antes de que hiciera explosión y la detonación estremeciera el edificio. Como resultado de este accidente Lloyd quedó ciego y perdió los dedos índice y pulgar, así como parte de la palma de su  mano derecha; los médicos no le daban esperanzas de recobrar la vista, sin embargo, dando una lección de coraje, unos cuantos meses después estaba totalmente recuperado y haciendo sus piruetas aun sin sus dedos completos, un guante protésico disimulaba su condición de manera tan efectiva, que muchos años después el público no sabía que le faltaban dos dedos, él no quería que la gente fuera a ver a un hombre disminuido actuar y hacer acrobacias como una persona normal. Harold Lloyd declaró que «el momento más dramático de mi vida fue aquel en el que estuve a punto de perderla». Nunca hubo denuncias ni aclaración sobre aquel misterioso y dramático asunto.

## Los felices veinte
Desde Over the Fence Lloyd nunca abandonó a su personaje. Su popularidad iba en aumento y en 1921, impulsado por el éxito de The Kid (El chico) de Chaplin, Lloyd dio el salto a los largometrajes. Sus cortos de uno, dos o tres rollos ya no eran suficientes para el inquieto muchachito de Nebraska, aunque entonces se creía que era difícil mantener a la audiencia interesada en una comedia por más de media hora. Roach consideraba que no era conveniente arriesgarse, pero finalmente Lloyd se salió con la suya y en 1921 con A Sailor-Made Man (Marinero de agua dulce) hizo un mediometraje de 46 minutos de duración. El éxito fue tremendo. Durante un tiempo Chaplin regresó a los cortos, pero Lloyd ya nunca volvió a hacer una película de menos de 5 rollos.

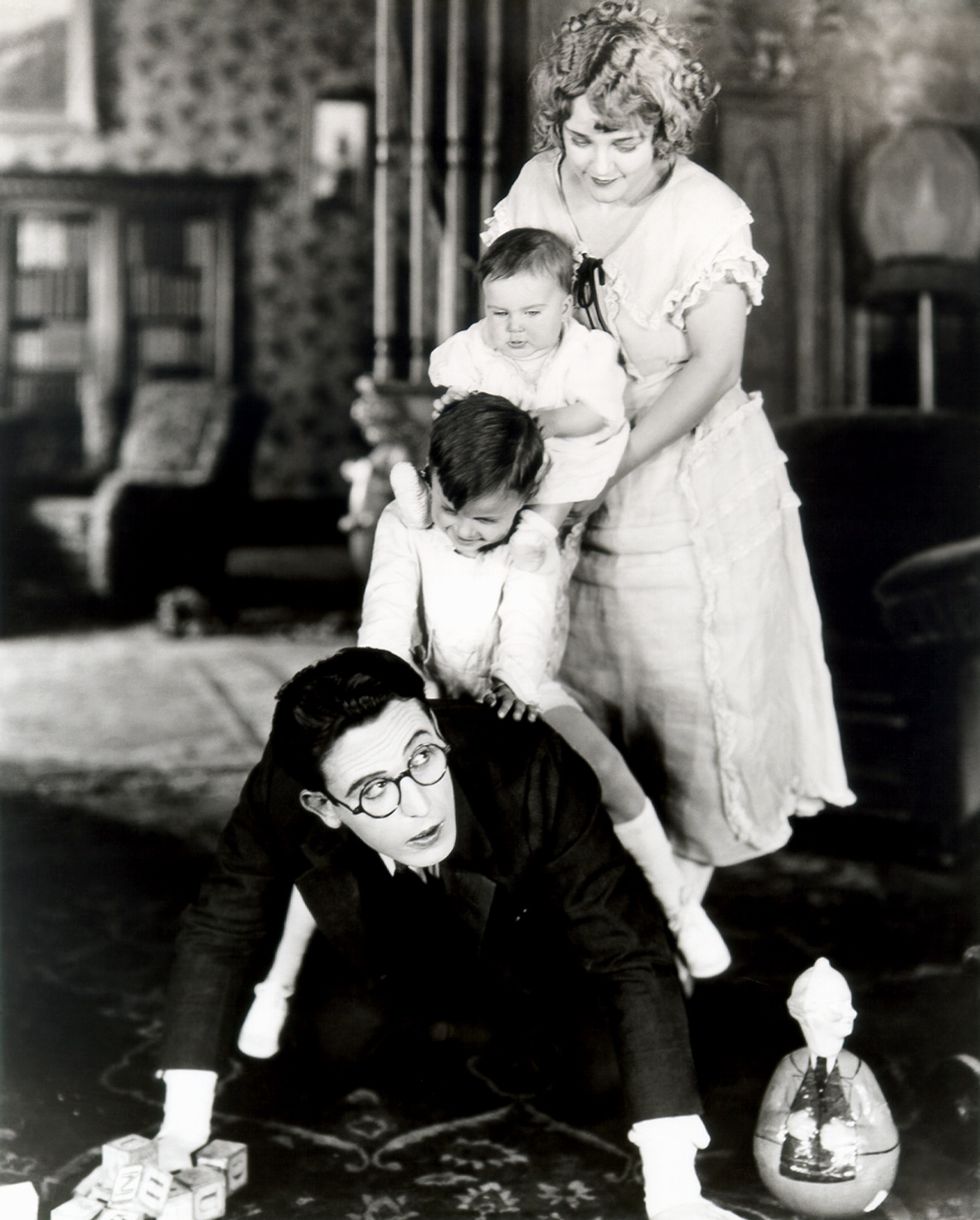
Harold Lloyd y Mildred Davis en I Do (1921).

Roach y Lloyd habían creado un equipo de colaboradores llamado The Gag Men, que se complementaban a la perfección (Fred Neymeyer, Tim Whelan, Clyde Bruckman, Ted Wilde y Sam Taylor -considerado por Lloyd como el más capacitado de todos-). Aunque ellos figurasen como directores de las películas, era Lloyd el responsable final de las mismas. Al igual que Buster Keaton o Chaplin, Lloyd y sus gagmen preparaban minuciosamente las escenas calculando cada segundo de acción. Tenía un estilo rápido, aparentemente loco e improvisado y casi siempre increscendo, sin embargo nada era dejado al azar; de hecho, tras A Sailor-Made Man, solo rodó nueve películas en siete años debido a la minuciosidad con que se realizaban los cada vez más complejos gags y escenas.
Sus películas solían empezar con un ritmo moderadamente lento, donde 'El hombre de gafas' se ve enredado en algún asunto amoroso o un reto condenado al fracaso, luego iba de chiste en chiste, cada vez más rápido, para llegar a un final donde la velocidad y las piruetas hacen que el protagonista salga victorioso contra la adversidad. En unos pocos años el estilo propio de Lloyd se impone y populariza entre el público, un elemento tan importante para estas películas, que Lloyd realizaba funciones especiales de sus filmes antes del estreno, y modificaba, añadía u omitía partes de la misma dependiendo de la actitud, aplausos, duración y frecuencia de las risas y carcajadas, aplausos y otros comportamientos de los espectadores.
Entre otros mediometrajes y largometrajes realizados por él, se destacan Captain Kidd's Kids (Las hijas del Capitán Kidd), From Hand to Mouth (De la mano a la boca) o Now or Never (Ahora o nunca). Su último corto fue Never Weaken (Viaje al paraíso), de 1921. En sus películas luego usará muchos elementos de sus cortos.
La década de los veinte corona a Harold como el cómico favorito del público junto a Chaplin (Buster Keaton, -redescubierto años más tarde-, estaba en un escalón inferior en cuanto a aceptación e ingresos en taquilla se refiere). Charlot y el Hombre de las gafas de carey no eran, sin embargo, rivales encarnizados. De hecho los dos cómicos, pese a no ser íntimos amigos, siempre mantuvieron una relación muy cordial y de mutua admiración.

### Grandes obras maestras

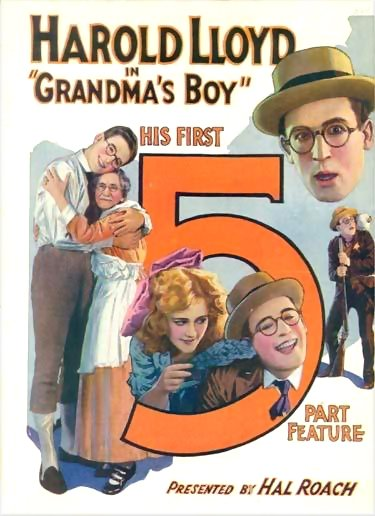
Cartel de El mimado de la abuelita (1922).

Tras el éxito de Marinero de agua dulce llegan en 1922 Grandma's Boy (El mimado de la abuelita) y Dr. Jack (El doctor Jack). La primera es una parodia del drama rural muy popular e imitado Tol´able David (dirigido en 1921 por Henry King), donde un apático y asustadizo jovencito sobreprotegido por su abuela saca fuerzas de flaqueza para enfrentarse contra su rival por el amor de la chica armado simplemente con el supuesto talismán que ayudó a su abuelo en la Guerra de Secesión. La idea original era hacer un drama serio sobre la superación de la cobardía. De hecho así se rodó originalmente para, a continuación, por presión de Roach, añadir las escenas cómicas. El resultado es una comedia plagada de excelentes gags con una trama muy bien elaborada. Tras ver la película, Chaplin envió un telegrama a Lloyd asegurándole que a partir de entonces tendría que mejorar muchísimo para estar a su altura dada la enorme calidad cómica del filme. El prestigioso crítico Robert E. Sherwood apuntó que Lloyd «construía cada escena con tanta meticulosidad como si se tratara de los mecanismos principales de un reloj. No hay nada que pueda dejar al azar en sus métodos; se preocupa acerca de cada episodio y situación en particular, trabajándola primero en su cabeza para llevarla después a la práctica. Tenía una visión extremadamente clara y un agudo sentido de lo risible; sabía por instinto lo que resultaría naturalmente gracioso y lo que podría parecer como algo simplemente forzado».

En 1923 se estrena la que sería la tarjeta de presentación de Harold Lloyd para futuras generaciones de espectadores y su símbolo de aportación al Séptimo Arte: Safety Last! (El hombre mosca). El título parodia la advertencia safety first («la seguridad primero»). Fue estrenada el 1º de abril de 1923. Su éxito fue clamoroso tanto dentro como fuera de los Estados Unidos. La película narra los esfuerzos de un joven empleado de unos grandes almacenes para hacer creer a su ingenua prometida que es un gran hombre de negocios. La larga escena final, con el protagonista escalando un edificio en pleno centro de Los Ángeles, es un prodigio cinematográfico donde se aúnan los elementos cómicos y de suspense cuando se cree que el personaje está a punto de caer al vacío en varias ocasiones. Durante mucho tiempo se pensó que era el propio Lloyd quien realizó toda la escalada sin ningún tipo de trucaje. Hoy sabemos que fuera de cuadro se mantenía una plataforma de seguridad que iba ascendiendo a la vez que lo hacía el propio actor.

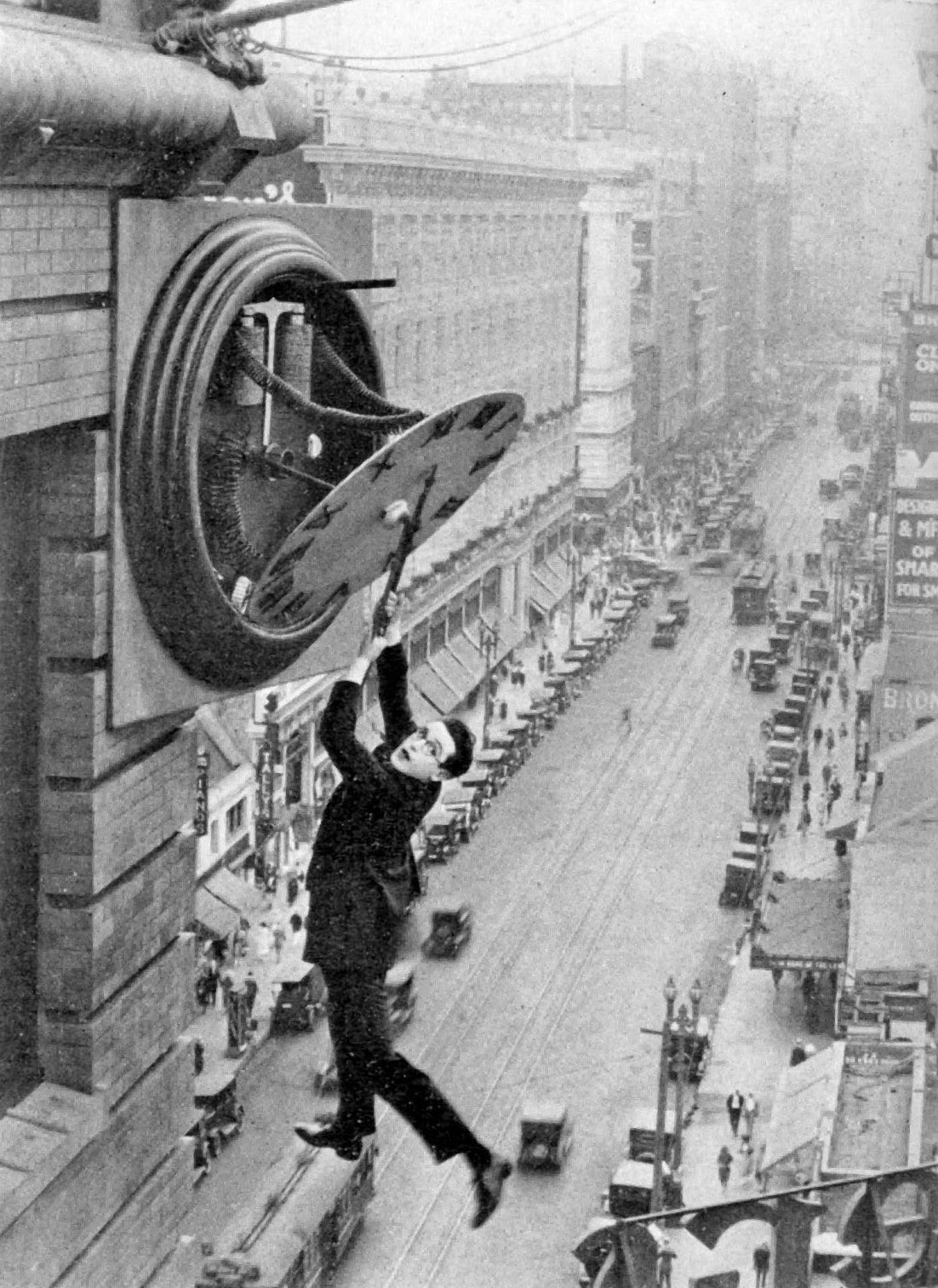
Escena cumbre de El hombre mosca (1923).

 En los planos largos es Bill Strothers, actor que hace el papel de compañero de piso de Harold, quien realiza las escaladas. El hombre era conocido en Los Ángeles como «la araña humana» ya que se dedicaba a trepar por los edificios. A Lloyd se le ocurrió la idea de la película tras ver a Strothers trepar por un edificio de oficinas en Los Ángeles y observar como el público lo observaba con gran interés. Cuando Strothers llegó al tejado Harold lo estaba esperando para proponerle participar en una película.
Por encima de los elementos humorísticos que convierten a la película en una excelente comedia, Safety Last es toda una metáfora del ascenso social y vital en esos Estados Unidos alegres de los años 20 donde todo parecía posible. Todo el filme gira alrededor del tiempo, de la agitada vida urbana y lucha sin cuartel por conseguir el éxito. Desde la escena inicial se ve aparecer la importancia que el tiempo va a jugar en todo el largometraje. En todos los momentos claves un reloj aparece y conforme la película avanza el reloj se va haciendo más y más grande hasta la eclosión final, la gran escena de Harold colgando del reloj, imagen que ya forma parte de la historia del cine. Tras esta película Lloyd había conquistado por méritos propios el título de «Rey de la Comedia de Suspense» y desde entonces fue el actor más taquillero y mejor pagado durante toda la década de los veinte. Su máxima era: «La comedia sale de dentro, sale de tu cara, de tu cuerpo».
Tras Safety Last! Mildred Davis deja de ser la acompañante femenina de Lloyd en pantalla. Su sustituta será Jobyna Ralston que debuta con Lloyd en Why Worry? (¡Venga alegría!), la historia de un rico hipocondríaco que marcha a una república sudamericana en busca de tranquilidad y reposo para verse involucrado, sin querer, en una revolución. Y aunque no es de las consideradas como mejores obras de Lloyd, sirvió de inspiración muchos años después a Woody Allen para su película Bananas. Esta fue la última comedia de Lloyd producida por Hal Roach. La relación profesional del dúo Roach-Lloyd finalizó de manera amistosa. Muchos años después Roach recordaría a su antiguo socio con estas palabras: «Harold Lloyd no era un cómico, pero fue el mejor actor en interpretar a un cómico que jamás he visto». Tras este gran éxito Harold creó su propia productora: la Harold Lloyd Film Corporation, lo que le permitirá una completa libertad creativa.
En 1924, ya como productor independiente, rueda Girl Shy (El tenorio tímido), una comedia con algunas escenas románticas y con una persecución final donde Lloyd utiliza todos los medios a su alcance para llegar a tiempo de evitar la boda de su amada. Lloyd siempre consideró esta película como una de sus favoritas.
De ese mismo año es Hot Water (Casado y con suegra), simpática parodia de la vida conyugal y los problemas con la familia política. Es una obra episódica con tres fragmentos que casi podrían verse de manera independiente.
En 1925 rodó The Freshman (El estudiante novato), que quizá junto a Safety Last! son sus películas más populares, y esta última la más taquillera. Aquí Harold Lloyd es un joven que desea alcanzar la popularidad en la universidad donde sus compañeros lo han elegido como el blanco de todas las bromas pesadas. La escena final en un campo de fútbol americano es célebre, con Harold luchando para conseguir el tanto final que dé la victoria a su equipo. Veinte años después el personaje central volvería a ser utilizado en su despedida del cine.
Al final del período del cine mudo, Lloyd dejó un par de grandes obras. La primera es The Kid Brother (El hermanito) en 1927, comedia de ambiente rural donde retoma algunos de los patrones de Grandma's Boy aunque de una manera más madura y elaborada. Esta cinta fue la última donde Jobyna Ralston actuó como compañera de Harold. La actriz no superó más adelante el tránsito al sonoro debido a un pronunciado ceceo.
Su última producción en el período mudo fue Speedy (Relámpago) en 1928 donde su personaje es llamado como su apodo en la vida real, y vive en la agitada Nueva York. La película retrata a Nueva York desde Conney Island a las calles de Manhattan, pasando por el estadio de los Yankees (el mítico jugador de béisbol Babe Ruth tuvo un pequeño papel). Todo el filme constituye un homenaje a Nueva York y un completo documento gráfico que muestra el espíritu de la gente en Estados Unidos un año antes de la Gran Depresión.
La década de los veinte acaba con Harold Lloyd en la cima de su popularidad siendo uno de los 36 miembros fundadores de la Academia de Artes y Ciencias Cinematográficas. Con solo 35 años ya había publicado su autobiografía: Una comedia americana. Fuera de la pantalla, participaba muy activamente en The Ancient Arabic Order of the Nobles of the Mystic Shrine, organización caritativa de corte masónico actuando de manera generosa en el sostenimiento de diferentes hospitales infantiles.

## El tránsito al cine sonoro: los difíciles años 30

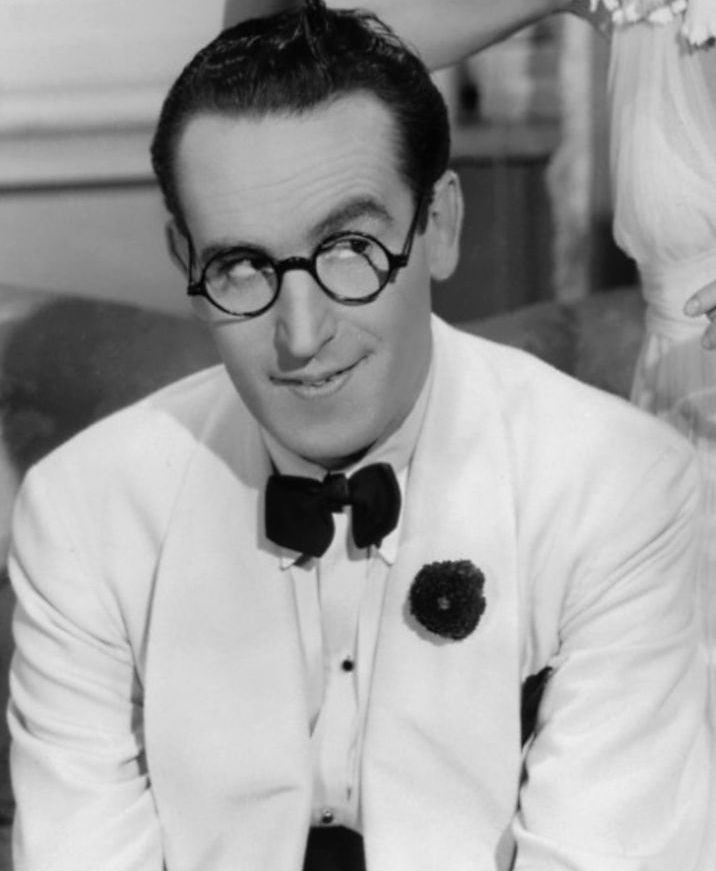
Escena de La Vía Láctea (1936).

Con la llegada de la década de los treinta y los problemas sociales y políticos en todo el mundo, Lloyd y sus personajes optimistas ya no son los preferidos de un público que, con la llegada del cine sonoro, prefiere cómicos magos de la palabra, como W. C. Fields, Los Hermanos Marx, Mae West o Eddie Cantor. Para evitar el mismo destino que otros actores de cine mudo sufrieron con la nueva tecnología, Lloyd tomó clases de dicción y entrenamiento vocal, aunque llegó a afirmar «No creo que el público quiera comedias habladas. Las películas y las artes habladas son dos artes distintos».
Welcome Danger (¡Qué fenómeno!) de 1929 se rodó como película muda. Cuando estaba prácticamente terminada, el gran éxito del cine sonoro hizo que Lloyd se decidiera a rehacer casi por completo la película, lo que disparó el coste de la producción a casi un millón de dólares. En esta película, la acompañante en escena fue Barbara Kent, una actriz canadiense nacida en 1906.
Welcome Danger fue estrenada el 12 de octubre de 1929, unas semanas antes del crack bursátil, y fue un éxito en taquilla, debido a que la gente estaba ansiosa de oír hablar a Lloyd. Sin embargo no fue tan rentable como algunas obras anteriores, en parte por la gran inversión realizada. En 1930 lanzó Feet First (¡Ay, que me caigo!), película ya plenamente sonora con varias escenas de peripecias al mismo nivel de Safety Last!, pero que no tuvo la misma acogida del público.
Con la regular recepción del filme ante el público, Lloyd se toma un par de años sabáticos lejos de la pantalla volviendo en 1932 con Movie Crazy (Cinemanía), película sonora pero con muchas características del cine mudó, donde el protagonista tiene una compleja relación amorosa con la protagonista (Constance Cummings), algo novedoso en sus películas. Aunque es posiblemente su mejor sonora, la taquilla no funcionó del todo.
En 1934 lanza la película The Cat's Paw (La garra del Gato), donde rompe los esquemas de sus producciones anteriores realizando una comedia con altas dosis de crítica social al mejor estilo de Frank Capra. Por primera vez Lloyd tomó como base una obra literaria usando una novela de Clarence Budington Kelland. La película trata sobre el hijo de un misionero criado en China, que al volver a Estados Unidos para elegir esposa se encuentra atrapado en una compleja y oscura red de intereses políticos. Corrupción caciquismo, racismo, fascismo y la oposición oriente-occidente tienen cabida en una película oscura con un tipo de humor completamente distinto al gag lloydiano. En el cartel promocional de la película podía leerse: «Todo es nuevo menos las gafas».
En 1936 rodó The Milky way (La Vía Láctea), su último intento serio por asentarse en el cine sonoro. Es la historia de un lechero que termina por convertirse en campeón de boxeo. El tema fue retomado diez años después por Dany Kaye. En 1938 filmó Professor Beware, comedia flojita que fue un rotundo fracaso en taquilla y llevó a Lloyd a su retiro a la temprana edad de 45 años.

## Retiro
Con una enorme fortuna, el siempre inquieto y aún no muy mayor Lloyd se dedicó a multitud de aficiones desde criar perros, jugar al balonmano, fotografía en color y en tres dimensiones, pintura y hasta viajar por todo el mundo. En la década de los 40 produjo un par de películas con poco éxito y trabajó un año como locutor radiofónico. Muchos de los que lo trataron en aquella época consideraban que las aficiones de Lloyd eran auténticas excentricidades.
Por ejemplo gastaba enormes sumas de dinero encargando catálogos anuales completos a casas discográficas, o redecorando una y otra vez su mansión Green Acres con 44 habitaciones, 26 baños, 12 fuentes, 12 jardines, campo de golf de 9 hoyos y varias canchas deportivas en las afueras de Los Ángeles. Subía tanto el volumen de su impresionante equipo de alta fidelidad que en más de una ocasión el techo de su gran mansión llegó a resquebrajarse.
Como fotógrafo se especializó en desnudos femeninos, retratando a Bettie Page, Dixie Evans y una joven casi desconocida Marilyn Monroe, entre otras.
En su vida privada siempre hubo rumores sobre sus infidelidades y supuestos hijos ilegítimos. Incluso su antiguo socio Hal Roach llegó a insinuar que contrajo algún tipo de enfermedad venérea crónica. Todos esos rumores nunca fueron confirmados. Lloyd demostró siempre tolerancia hacia la homosexualidad (su hijo Harold Júnior era homosexual), mientras al parecer fue muy intransigente en cuanto a la educación de sus hijas.
A diferencia de otros actores de la época e incluso posteriores, Lloyd era el propietario de casi toda su obra fílmica, lo cual le aseguró una sólida fortuna durante toda su vida. En 1947 fue convencido por el director Preston Sturges para regresar al cine en la película The Sin of Harold Diddlebock (El pecado de Harold Diddlebock), en la cual lloyd retoma su personaje de The Freshman, convertido en un triste contable maduro. El resultado no fue el mejor, pero se puede ver por última vez a Lloyd hacer piruetas en la cornisa de un edificio.
En 1953 recibió el Óscar honorífico por su aportación al mundo del cine y «por ser buen ciudadano». Esta última afirmación era una clara indirecta a Chaplin, investigado en aquellos días por supuestas actividades antiamericanas. En esta década de los 50, apadrinó a varios actores ascendentes, como Debbie Reynolds, Robert Wagner y Jack Lemmon.
Recibió varias ofertas para que sus películas fueran emitidas por televisión, pero él siempre se negó, considerando que el medio ideal para disfrutar de su obra era la pantalla grande. Esta actitud suya es una de las causas del olvido que sufrió Lloyd durante varias décadas.
A finales de los 50 el entorno familiar de los Lloyd se resquebraja: Mildred cayó en una profunda depresión que la llevó al alcoholismo al igual que Harold Júnior, el hijo mayor, el cual no pudo aceptar su homosexualidad ni su fracaso como actor a pesar del apoyo paterno.
Mientras, Harold continuaba con una vida muy activa, viajando, siendo conferenciante o presidiendo el jurado de la Berlinale de 1960. Convencido por su hijo preparó un par de recopilaciones televisivas con las mejores escenas de sus películas que tuvieron un éxito inmediato en 1962 y 1963. Su esposa falleció en 1969. Harold Lloyd falleció en 1971 en Beverly Hills por un cáncer de próstata.
En 1970, en una de sus últimas apariciones públicas, Harold Lloyd afirmó: «Mi humor nunca fue cruel o cínico. Simplemente agarraba la vida y le daba un codazo de diversión. Lo hacíamos de manera que todo el mundo lo entendiera, sin las barreras del lenguaje. Parece que también hemos conquistado las barreras del tiempo». «La risa es el sonido más hermoso del mundo» es otra de sus sentencias más conocidas.

## El redescubrimiento de Lloyd
A diferencia de Chaplin, la popularidad de Lloyd declinó rápidamente a partir de los sesenta ya que sus películas nunca se proyectaban por la pequeña pantalla. Casi toda la obra fílmica de Lloyd está controlada por el Harold Lloyd Trust, que permitió la emisión de algunas de las obras lloydianas más populares en televisión a finales de la década de los 70. En 1974, Time-Life comenzó la emisión de la serie El mundo de la comedia de Harold Lloyd, una compilación de escenas de sus películas mezcladas arbitrariamente y con una voz en off comentándolas. A pesar de su mediocre calidad, una nueva generación descubrió al genio de las gafitas y comenzó a pedir más de aquel cómico cuyo estilo era muy distinto al de Charlot o Keaton.
En 1989 la serie estadounidense American Masters, produjo Harold Lloyd, el tercer genio, espaldarazo para el «renacimiento lloydiano». Tras esto, el Harold Lloyd Trust, celoso guardián de la obra de Lloyd, restauró varias de sus grandes películas de los años veinte con nuevas partituras musicales, algunas muy meritorias como la de Carl Davis para El hombre mosca. En 2005 New Line Cinema sacó al mercado Harold Lloyd Comedy Collection, una colección de 7 DVD con 13 cortos, 15 largometrajes (entre mudos y hablados), completamente restaurados y con contenido extra de todo tipo. El éxito de esa colección en Norteamérica animó a la compañía para editarla en el resto del mundo. Este renacer de Lloyd se produce, en buena medida, gracias a la labor de Annette D´Agostino, «lloydmaníaca» confesa y Suzanne Lloyd, nieta del actor.

## En la cultura popular
El personaje Harold Zoid, un viejo alienígena decapodiano, pariente del Doctor Zoidberg en Futurama, está claramente inspirado en este actor. La referencia es clara en el nombre del mismo y en su profesión, un anciano que fue actor de hologramas en su juventud, cuando (en el mundo de la serie), esta tecnología empezaba, al igual que Lloyd, que fue pionero en el cine.
Chaparrón Bonaparte, personaje de Roberto Gómez Bolaños, está muy inspirado en este actor, en parte de su aspecto, por sus lentes, y su sombrero (ese estilo de sombrero nunca fue popular en México).
El famoso dibujante de comics Joe Shuster, cocreador de Superman, dijo en una entrevista que modeló el aspecto de Clark Kent partiendo de la apariencia de Harold Lloyd.

## Filmografía seleccionada

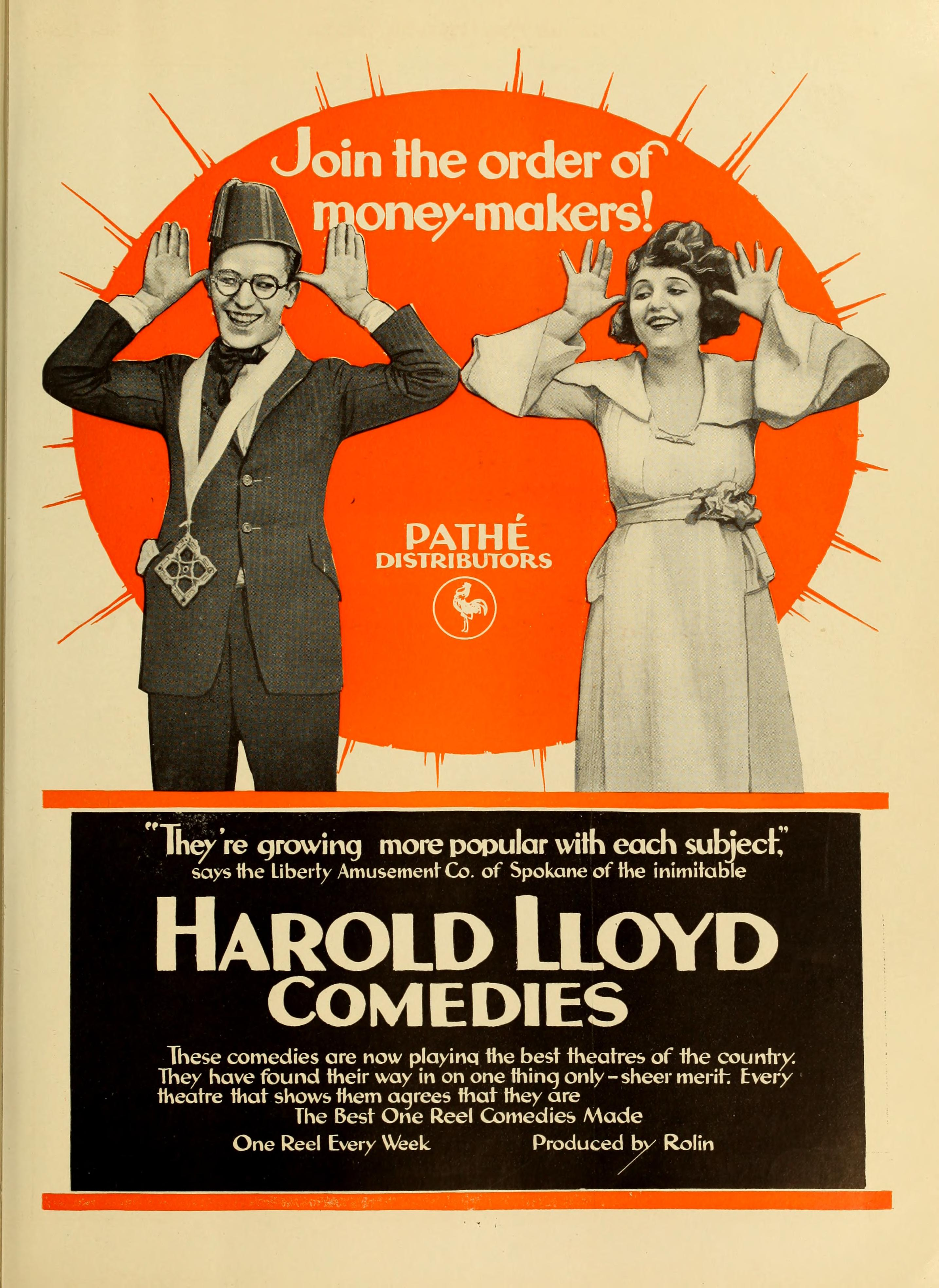
Anuncio (1919)

### Cortos
- Harold, director de un cine (Luke's Movie Muddle, 1916)
- El chef (The chef / On the fire, 1919)
- No empujen (Don't Shove, 1919)
- La niña y la niñera (His Only Father / The Baby Sitter and the Girl, 1919)
- A Sammy in Siberia, 1919
- Hacia Broadway (Bumping into Broadway, 1919)
- Captain Kidd's Kids, 1919
- De la mano a la boca (From Hand to Mouth, 1919)
- Aparición de fantasmas (Haunted spooks, 1920)
- Salgan y entren (Get out and get under, 1920)
- Harold, el nuevo doctor (High and Dizzy, 1920)

### Largometrajes mudos
- Marinero de agua dulce (A Sailor-Made Man, 1921)
- El doctor Jack (Doctor Jack, 1922)
- El mimado de la abuelita (Grandma's Boy, 1922)
- El hombre mosca (Safety Last!, 1923)
- ¡Venga alegría! (Why Worry?, 1923)
- El tenorio tímido (Girl Shy, 1924)
- Casado y con suegra (Hot water, 1924)
- El estudiante novato (The Freshman, 1925)
- ¡Ay! Mi madre (For Heaven's sake, 1926)
- El hermanito (The Kid Brother, 1927)
- Relámpago (Speedy, 1928)

### Largometrajes sonoros
- ¡Qué fenómeno! (Welcome Danger, 1929)
- ¡Ay, que me caigo! (Feet First, 1930)
- Cinemanía (película de 1932) (Movie Crazy, 1932)
- La garra del gato (The Cat's Paw, 1934)
- La vía láctea (The Milky Way, 1936)
- Professor Beware (Professor Beware, 1938)
- El pecado de Harold Diddlebock (Sin of Harold Diddlebock, 1947)
- El mundo de comedia de Harold Lloyd (Harold Lloyd´s World of Comedy, 1962)
- El lado divertido de la vida de Harold Lloyd (Funny Side of Life, 1963)

## Premios y distinciones
Premios Óscar
| Año  | Categoría        | Resultado |
| ---- | ---------------- | --------- |
| 1953 | Óscar honorífico | Ganador   |